# I Will Never Stop Loving You
I Will Never Stop Loving You ist ein Jazzalbum von Kirk Lightsey. Die um 2020 im Studio de Meudon in Meudon bei Paris entstandenen Aufnahmen erschienen am 3. September 2021 auf Simon Beleltys Label JOJO Records.

## Hintergrund
Nach seinen Soloalben für Sunnyside Records ab Mitte der 1980er-Jahre und einer Reihe weiterer Alben auf Criss Cross Jazz (wie etwa Isotope (1993) mit Jesper Lundgaard und Eddie Gladden) legte Kirk Lightsey mit 84 Jahren mit I Will Never Stop Loving You ein Solo-Klavieralbum vor, das seiner Frau Nathalie gewidmet ist, mit der er seit 1993 in einer Wohnung in Paris lebt. „I’ll Never Stop Loving You“, das Titelstück des Albums, zu dem Sammy Cahn den Text schrieb, komponierte Nikolaus Brodszky. Auf dem Album interpretiert Lightsey mehrere Wayne Shorter Kompositionen – „Speak No Evil“ (vom gleichnamigen Album von 1964), „Fee-Fi-Fo-Fum“, „Infant Eyes“ und „Wild Flower“ und John Coltranes „Giant Steps“. Die weiteren Titel sind Tony Williams’ „Pee Wee“ (das von Miles Davis’ Album Sorcerer von 1967 stammt) und Phil Woods’ ergreifendes „Goodbye Mr Evans“.
Das Album wurde auf einem Fazioli-Flügel im Studio de Meudon bei Paris aufgenommen.

## Titelliste
- Kirk Lightsey: I Will Never Stop Loving You (Jojo Records. JJR-001)

1. I’ll Never Stop Loving You (Nikolaus Brodszky, Sammy Cahn) 6:36
2. Fee-Fi-Fo-Fum (Wayne Shorter) 4:38
3. Pee Wee (Tony Williams) 4:30
4. Infant Eyes (Wayne Shorter) 4:42
5. Goodbye Mr. Evans (Phil Woods) 5:47
6. Giant Steps (John Coltrane) 3:48
7. Wild Flower (Wayne Shorter) 6:25

## Rezeption
Nach Ansicht von Morton Shlabotnik, der das Album in Shepherd Express rezensierte, beschäftigt sich der Pianist mit ambitionierter, herausfordernder Musik mit der Bereitschaft, sie zugänglich zu machen, doch tue er dies, ohne ihren Charakter zu schmälern. Er habe zu Beginn seiner langen Karriere als Begleiter von Sängern gearbeitet und man könne ihn sich leicht in einer Pianobar vorstellen, wie er zu den Melodien improvisiert, während die Kunden mit ihren Gläsern anstoßen und eine weitere Runde bestellen. Die Schlauen in der Menge würden jedoch dem folgen, wohin Lightseys Finger ihn führen. Das Titelstück des Albums klinge wie ein Klassiker aus dem Great American Songbook.

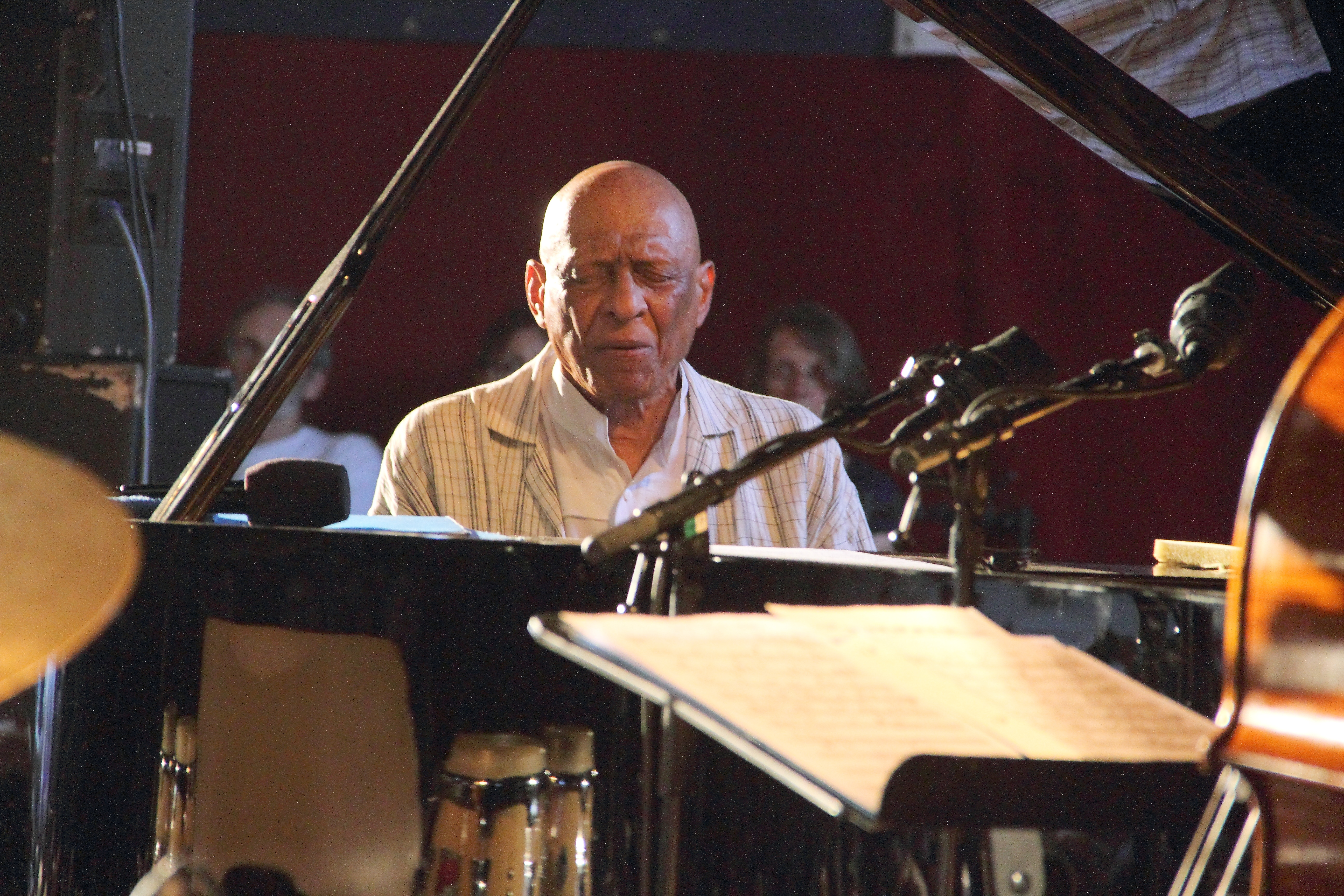
Kirk Lightsey (auf dem INNtöne Jazzfestival 2017 im Trio von Don Moye)

Adam Sieff schrieb in London Jazz News, Lightsey habe ein hochkarätiges Repertoire ausgewählt, das er offensichtlich seit vielen Jahren kennt und liebt, und diese 37-minütige Auswahl von sieben Stücken wirke sowohl frisch als auch besinnlich. Die Shorter-Kompositionen würden anmutig und wunderschön klingen, Lightseys Spiel sei immer unverwechselbar. Seine Version von John Coltranes „Giant Steps“ habe eine wunderbare Leichtigkeit, ebenso wie Nicholas Brodskys Titelstück.
Nate Chinen schrieb in Take Five (WBGO), das Solo-Pianospiel sei eine gesegnete Berufung für Kirk Lightsey, der sich vor mehr als 35 Jahren unter anderem durch eine Reihe von Alben in diesem Format einen Namen gemacht habe. Es wäre also in gewisser Weise richtig, sein exquisites Album I Will Never Stop Loving You als Rückkehr zu den „nackten Wahrheiten“ zu begrüßen. Shorters „Speak No Evil“ gehe Lightsey in einem schlendernden Tempo an, ohne Eile, aber mit Absicht, und extemporiert die Melodie mit meisterhaftem Flair. Schließlich habe er ein Zitat aus Nat Adderleys „Work Song“ in die letzte Wendung der Melodie eingeführt.